# المبعوثة
المبعوثة قرية من القرى الواقعة في هضبة الديرع في منطقة الثنية جنوب مدينة حائل بنحو 60 كم ، تقع شمال قرية شبيكة رمان وجنوب هدباء وغرب قرية سراء على وادي المبعوثة بها عدد من المزارع والنخيل البعل، مياهها قريبة ووفيرة ولكنها هماج غير صالحة للشرب، وهي بحاجة ماسة للماء العذب.